# ヘルマナ・マイヤー
ヘルマナ・マイヤー（Hermanna Mayer, 1877年 - 1955年）は、ドイツのカトリック教会聖心会の修道女、宣教者。兄はイエズス会司祭で福者のルーペルト・マイヤー（Rupert Mayer）。

## 生涯
ヘルマナは南ドイツのシュトゥットガルトで生まれ、敬虔なキリスト教信者の家庭に育った。1899年、リンデンブルクの聖心会に入り、修道女として誓願を立てる。1909年、来日して聖心女子学院の創立に協力し、教師として子女の教育に当たる。1923年、大阪の修道院長に赴任、1926年、兵庫県西宮市小林（おばやし）に学校を移転させる。1932年、貧困層への奉仕のためにフランスから聖ビンセンシオ・ア・パウロの愛徳姉妹会を招聘した。1937年、東京に転任し教育のほか、軍人の慰問をしたりした。第二次世界大戦を経て、久邇宮邸を譲り受け聖心女子大学を設立した。1948年、小林に戻り校舎の修繕、敷地の拡大に力を注いだ。1953年、引退し、1955年、帰天（死去）した。